# Nebsenrê
Nebsenrê (qui signifie « Leur Seigneur est Rê ») est un pharaon égyptien de la XIVe dynastie au cours de la Deuxième Période intermédiaire. Nebsenrê règne pendant au moins cinq mois sur le delta oriental et peut-être occidental du Nil, au cours de la première moitié du XVIIe siècle avant notre ère. Nebsenrê est un contemporain de la XIIIe dynastie basée à Memphis.

## Attestations

### Source historique
Le praenomen (nom de Nesout-bity) « Nebsenrê » est conservé sur la neuvième colonne, 14e rangée, selon la reconstruction de la table de Turin par Ryholt. Cela correspond à la huitième colonne, quatorzième rangée de la reconstruction de Gardiner et von Beckerath du canon de Turin, une liste de rois écrite sous le règne de Ramsès II qui sert de principale source historique pour la Deuxième Période intermédiaire. Le canon attribue en outre à Nebsenrê un nombre perdu d'années, cinq mois et vingt jours de règne après celui d’Heribrê. Le prénom du successeur de Nebsenrê est marqué comme wsf sur la liste des rois de Turin,, indiquant que son nom était déjà perdu quand le canon a été copié à l'époque ramesside.

### Artefact contemporain
Nebsenrê est l'un des quatre rois de la XIVe dynastie à être attesté par un artefact contemporain de son règne : une jarre de provenance inconnue portant son prénom, qui se trouvait dans la collection privée Michailidis,.

## Position chronologique
Selon les égyptologues Kim Ryholt et Darrell Baker, Nebsenrê est le quatorzième roi de la XIVe dynastie, une lignée de dirigeants d'origine cananéenne régnant sur le delta oriental du Nil à partir de 1700 avant notre ère jusqu'à environ 1650 avant notre ère. L’égyptologue Jürgen von Beckerath le considère lui, comme le quinzième souverain, en raison d'une reconstruction différente du début de la XIVe dynastie.